# Punk (журнал)
Punk — американский журнал, создавался как фэнзин карикатуристом Джоном Холмстромом, издателем Гедом Данном и «панк-резидентом» Легсом Макнилом в 1975 году и был первым в мире изданием, рассказывающем о CBGB-сцене. Термин «панк-рок», употреблявшийся издателями по отношению к музыкантам вроде The Stooges, New York Dolls, MC5 и Ramones, впоследствии стал общеупотребительным.
В общей сложности «Punk» выпустил 15 выпусков с 1976 по 1979 год, а также спецвыпуск в 1981 году (The D.O.A. Filmbook) и ещё несколько номеров в новом тысячелетии. На его обложках появлялись фотографии таких артистов, как Sex Pistols, Игги Поп, Лу Рид, Патти Смит и Blondie.
«Punk» стал домом для многих будущих талантов, чьи публикации впервые появились на его страницах — таких, как Мери Хоррон, Роберта Бейлей, Девид Годлис, Лестер Бэнгс, Боб Груен, Энья Филлипс и Screaming Mad George. В нём также публиковались произведения женщин-писательниц, художниц, фотографов, которым не было места на андеграунд-сцене в 60-х, поскольку там преобладали мужчины.
Punk стал одним из первых изданий, концентрировавших внимание на андеграудной музыкальной сцене Нью-Йорка, — той, что впоследствии назовётся панк-роком: Ramones, The Dictators и пр. Такую музыку играли в клубах CBGB, Zeppz и Max’s Kansas City. Он совмещал в себе карикатурный стиль журнала Mad наподобие Холстрома и молодого Питера Багги с простой поп-журналистикой, которую можно найти в Creem.
В 2001 году Punk был вновь открыт, но события 11 сентября отбросили назад планы по возобновлению журнала. В 2006 году всё же происходит возрождение журнала — он издается и по сей день.